# Star Wars: Galactic Battlegrounds
Star Wars: Galactic Battlegrounds — компьютерная игра в жанре RTS, разработанная компанией Ensemble Studios и изданная LucasArts Entertainment. Игра основана на фильмах серии Звёздные войны, предоставляя игроку возможность сыграть за 6 различных сторон. Игра была выпущена 13 ноября 2001 года.

## Сюжет
В игре существует 6 кампаний.
- Обучающая кампания — В этой игре пользователь играет за Квай-Гона, который помогает вуки отбить нападение Торговой Федерации.
- OOM-9 и подчинение Набу. В этой кампании игрок выступает от лица боевого дроида OOM-9, командующего интервентскими войсками Торговой Федерации на планете Набу. Он напрямую получает приказы от наместника Нута Ганрея.
- Босс Насс и битва за свободу Набу. В этой кампании игрок выступает в роли Босса Насса — короля гунган, и участвует в борьбе с боевыми дроидами, желающими захватить Набу.
- Поиски мятежников Дартом Вейдером. В этой кампании игрок выступает в роли Дарта Вейдера и сражается на стороне Галактической Империи с Повстанческим Альянсом.
- Принцесса Лея и Новая Республика. Игрок становится на сторону Альянса и сражается с деспотичной Империей.
- Чубакка и освобождение Кашиика. Игрок сражается за народ Вуки, который пытается сбросить с себя оковы имперского рабства.

## Геймплей
Игровой механизм практически полностью повторяет предыдущие игры Ensemble Studios — серию Age of Empires.
Игрок управляет одной из шести наций, переходя в разные «технологические уровни», общее число которых равно четырём. Игрок управляет юнитами, которые могут атаковать, строить здания, собирать ресурсы.
В игре существуют 4 типа ресурсов, которые используются для постройки сооружений и создания юнитов.
Цель игры обычно состоит в том, чтобы победить всех противников. При игре с несколькими игроками действует дипломатия, соответственно, они могут быть союзниками, нейтральными или врагами.

## Оценки
| Сводный рейтинг | Сводный рейтинг |
| Агрегатор       | Оценка          |
| --------------- | --------------- |
| GameRankings    | 77,33 %         |

Star Wars: Galactic Battlegrounds получила в основном положительные рецензии от критиков и фанатов.
- GameRankings даёт игре 77,33 %, базируясь на основе 35 профессиональных рецензий[2].
- GameSpot дал игре 8.2/10, назвав игру «идеальной для поколения игроков, выросших на Звёздных Войнах»[6].
- Однако Брайан Джи из Game Revolution оценил игру на «C» и сказал, что в ней «не очень сильно чувствуются Звёздные Войны»[7].

Российский портал игр Absolute Games поставил игре 35 %. Обозреватели отметили слабую графику, отсутствие новых идей. Вердикт: «Похоже, Galactic Battlegrounds не удастся разделить умащенную мегабаксами судьбу AoE. Вот ежели бы в комплекте с игрой поставлялся трейлер Episode 2, ещё можно было бы надеяться на успех, — собрал же никакой „Monsters, Inc.“ 62 млн долларов благодаря такому финту! Увы, но среди невообразимой кучи помоев на тему „Star чего-то там“ новинку от Ensemble можно обнаружить разве что при помощи Силы».